# Keystone (Florida)
Keystone is een plaats (census-designated place) in de Amerikaanse staat Florida, en valt bestuurlijk gezien onder Hillsborough County.

## Demografie
Bij de volkstelling in 2000 werd het aantal inwoners vastgesteld op 14.627.

## Geografie
Volgens het United States Census Bureau beslaat de plaats een oppervlakte van
101,6 km², waarvan 93,4 km² land en 8,2 km² water.

## Plaatsen in de nabije omgeving
De onderstaande figuur toont nabijgelegen plaatsen in een straal van 16 km rond Keystone.